# David Berkowitz
David Richard Berkowitz (* jako Richard David Falco, 1. června 1953), také známý jako Samův syn, je americký sériový vrah a žhář, který v letech 1976–1977 vraždil v New Yorku.

## Mládí
David Berkowitz se narodil v Brooklynu servírce Betty Broderové, která jej brzy po porodu dala k adopci. Ve dvou týdnech byl adoptován židovskými manžely Nathanem a Pearl Berkowitzovými, kteří provozovali železářství.
Berkowitzovo dětství bylo problematické. V sedmi letech se dozvěděl, že je adoptovaný. Ačkoli byl David nadprůměrně inteligentní, ztratil zájem o učení, mučil zvířata a začal krást a zakládat požáry. Berkowitzová zemřela v roce 1965 na karcinom prsu, což jej vysoce zasáhlo. Jeho otec se později znovu oženil a přestěhoval se na Floridu.
V roce 1969 se Berkowitz účastnil hudebního festivalu Woodstock. V roce 1971 vstoupil do americké armády a sloužil v ní do roku 1974. Sloužil mimo jiné i v Koreji. Měl se účastnit války ve Vietnamu, nebyl však odvelen.
V roce 1975 se Berkowitz začal zajímat o okultismus. Připojil se k sektě, která prováděla spiritistické seance a věštění. Později však Berkowitz prohlašoval, že se ve skupině užívaly drogy, natáčela sadistická pornografie a prováděla násilné trestné činnosti.
Berkowitzovy první útoky začaly na Štědrý den 1975, kdy napadl dvě ženy nožem. Jelikož obě přežily (nebyly však schopné útočníka popsat), pořídil si střelnou zbraň.

## Vraždy

### První vražda
V noci 29. července 1976 se vracely Donna Lauriová a Jody Valentiová z diskotéky. Auto zastavilo u Donnina domu, kousek od něho stál muž, vedle něho žluté auto. Muž poté vytáhl zbraň a začal na dívky střílet. Donna zemřela, Jody se podařilo přežít.
Střelce identifikovala jako asi 30letého, hladce oholeného bělocha. Policii tento popis nestačil.

### Druhá vražda
Dne 30. ledna 1977 seděli snoubenci Christine Freundová a John Diel v Pontiacu Firebird. K autu přišel tehdy neznámý muž a rozstřílel přední sklo. Diel přežil, Freundová zemřela.

### Třetí vražda
Večer 8. března 1977 šla studentka Columbia University Virginia Voskerichianová domů. Žila asi blok od místa, kde byla zastřelena Christine Freundová. Dívka se útočníkovi zřejmě bránila, protože kromě hlavy byly prostřelené i učebnice. Tato vražda se vymyká Berkowitzovu stylu: vraždil v noci či ráno, a to jen páry, dívka byla tentokrát sama. Berkowitz se zřejmě pokusil zmást vyšetřovatele.

### Čtvrtá a pátá vražda
V časných ranních hodinách byli v Bronxu zastřeleni 17. dubna 1977 Alexander Ezau a Valentina Surianiová, jen pár bloků od místa úmrtí Donny Lauriové. Surianiová zemřela na místě, Ezau zemřel v nemocnici o několik hodin později, aniž by byl schopen popsat útočníka.
Na místě činu byl policisty nalezen ručně psaný dopis s obsahem:
| „                                                             | Na shledanou, loučím se a dobrou noc. Policie, dovolte mi postrašit vás slovy: Já se vrátím! Já se vrátím! Přeloženo jako bang, bang, bang, bang, bang – ugh!! | “ |
| — Citát z nalezeného dopisu. Autor se podepsal jako Samův syn | |   |

### Šestá vražda
Dne 31. července 1977 byla spáchána poslední vražda. Tehdy seděl pár Stacy Moskowitzová a Robert Violante v autě a líbali se. K autu později přišel muž a začal střílet. Moskowitzová zemřela, Violante přežil, i když oslepl na jedno oko.

### Zatčení, soud a současnost
Dne 10. srpna 1977 byl policisty prověřován vůz Ford Galaxy. Zjistilo se, že patří Davidu Berkowitzovi a že se v něm nachází zbraň a dopis adresovaný policistům, kam tehdy chodily dopisy od „Samova syna“. Policisté počkali, až hledaný muž do auta nastoupí, a když tak Berkowitz opravdu učinil, byl zatčen.
Dne 12. června 1978 byl David Berkowitz odsouzen k šesti doživotním trestům vězení, nebo na 365 let.
V roce 1987 se Berkowitz nechal pokřtít. Později se dokonce stal kaplanem. To, po čem vrazi touží nejvíc (propuštění), však Berkowitz překvapivě odmítl. V březnu 2002 totiž poslal Berkowitz guvernérovi New Yorku George Patakimu žádost, aby zrušil jeho slyšení o propuštění na čestné slovo (parole).
Berkowitz je v současnosti vězněn v nápravném zařízení Sullivan Correctional Facility ve Fallsburgu ve státě New York. Zde byl do roku 2008 držen i jiný sériový vrah Arthur Shawcross.

## David Berkowitz v kultuře
- V roce 1999 byl režisérem Spikem Lee natočen film Krvavé léto v New Yorku (v anglickém originále Summer of Sam) inspirovaný vraždami Davida Berkowitze.
- Norská aggrotech kapela Combichrist jmenuje ve své písni „God Bless“ (česky „Bůh žehnej“) celou řadu sériových vrahů, mezi nimi je i David Berkowitz.[2][3]
- Objevil se i detektivním seriálu stanice Netflix - Mindhunter
- Objevil se ve skladbě Son of Sam (jako hlavní postava) metalové skupiny Macabre (hudební skupina).